# Lijst van burgemeesters van Zwammerdam
Dit is een lijst van burgemeesters van de voormalige Nederlandse gemeente Zwammerdam tot die in 1964 opging in buurgemeenten zoals Alphen aan den Rijn.
| Ambtsperiode | Naam burgemeester                    | Partij of stroming | Bijzonderheden                                                                                  |
| ------------ | ------------------------------------ | ------------------ | ----------------------------------------------------------------------------------------------- |
| 1784 - 1817  | Guillaume/Willem Brack               |                    | schout en secretaris van Zwammerdam, tevens van 1800 tot 1817 schout en secretaris van Reeuwijk |
| ??           | ?                                    |                    |                                                                                                 |
| 1825? - 1847 | Leendert (L.) Proos Hoogendijk       |                    |                                                                                                 |
| 1847 - 1856  | Andries Marinus van Lokhorst         |                    |                                                                                                 |
| 1856 - 1867  | Hendrik Smeda                        |                    |                                                                                                 |
| 1867 - 1885  | Johannes Alexander de Ridder         |                    |                                                                                                 |
| 1885 - 1889  | Claas Johan Mathijs Noorduyn         |                    | later burgemeester van Naaldwijk, Hagestein en Everdingen                                       |
| 1890 - 1891  | Albert Karel Cornelius von Oven      |                    |                                                                                                 |
| 1891 - 1897  | Anne Johan van der Meersch           |                    |                                                                                                 |
| 1897 - 1917  | Gerrit Bernard Fortuyn               |                    | later burgemeester van Groot-Ammers, Langerak en Nieuwpoort                                     |
| 1917 - 1951  | Pieter (P.) Hoogenboom               |                    |                                                                                                 |
| 1952 - 1964  | Cornelis Gerrit van Dobben de Bruijn | ARP                | eerder burgemeester van Oud-Alblas, later burgemeester van Hazerswoude                          |